# Флаг Пунтленда
Флаг Пунтленда — государственный флаг Сомалийского Государства Пунтленд. Принят Парламентом Пунтленда 22 декабря 2009 года.

## История
Первоначально правительство Пунтленда использовало вариант флага Сомали с более светлыми тонами. Но в декабре 2009 года региональный парламент ввёл новый государственный флаг. 
Конституция Пунтленда гласит, что региональная администрация должна иметь свой собственный флаг и гимн в составе Федеративной Республики Сомали. Флаг и гимн государства были определён комиссией, состоящей из правительственных чиновников и местной интеллигенции. Министр конституции и федеральных дел Пунтленда Жимале, возглавлявший комиссию, представил парламенту выбранный флаг, герб и гимн. Депутаты отклонили предложенный гимн, но при этом одобрили флаг и герб. Впервые с момента своего создания в 1998 году самопровозглашённое государство приняло отличительные государственные символы.

## Значение цветов флага
Флаг представляет собой горизонтальный триколор с полосами небесно-голубого, белого и зелёного цветов, с белой звездой в центре верхней полосы. 
- Голубой цвет вместе со звездой в центре символизирует флаг Сомали;
- Белый цвет представляет мир и стабильность в регионе;
- Зелёный цвет символизирует природные богатства Пунтленда.

## Галерея

Герб Пунтленда
Флаг самопровозглашённого Восточного Пунтленда